# Arta Paleoliticului superior

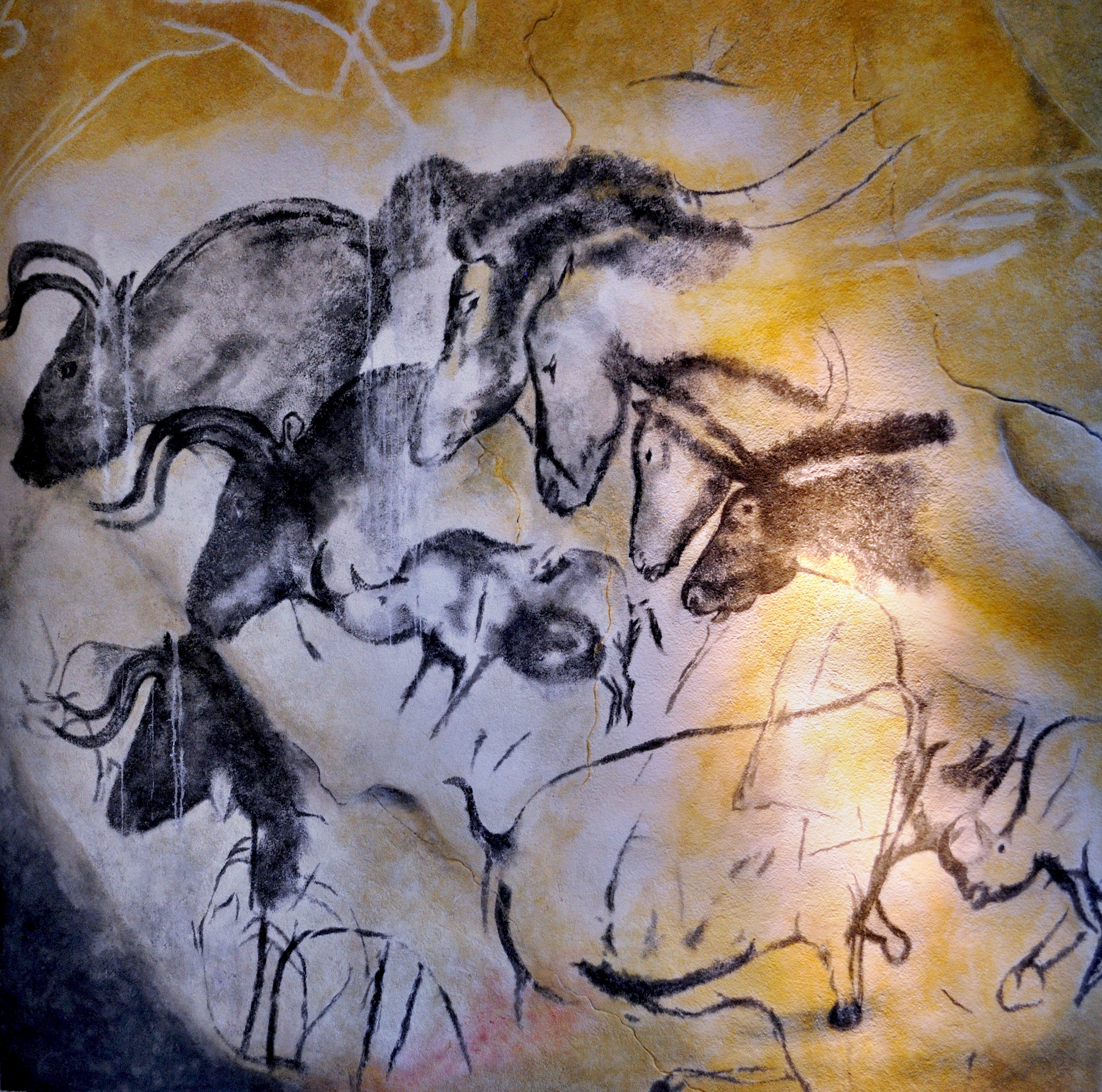
Desene rupestre în Peștera Chauvet din sudul Franței din perioada Aurignacian (cca 35.000 - 30.000 de ani vechime)

Arta Paleoliticului superior reprezintă cea mai veche formă de artă preistorică. Arta figurativă este prezentă în Europa, precum și în Sulawesi, Indonezia, începând cu cel puțin 35.000 de ani în urmă. Picturile rupestre non-figurative au o vechime de cel puțin 40.000 de ani.
Potrivit unui studiu din 2018 bazat pe datarea cu uraniu-toriu, cele mai vechi exemple de artă rupestră iberică au fost făcute încă de acum 64.000 de ani, ceea ce implică un autor Neanderthal și care s-ar califica ca artă a Paleoliticului mijlociu.
Apariția artei figurative a fost interpretată ca reflectând apariția modernității comportamentale depline și face parte din caracteristicile definitorii care separă Paleoliticul superior de Paleoliticul mijlociu. Descoperirea artei rupestre de vârstă comparabilă cu cele mai vechi eșantioane europene din Indonezia a stabilit că tradițiile artistice similare au existat atât în estul, cât și în vestul Eurasiei, acum 40.000 de ani. Acest lucru sugereză că o astfel de tradiție artistică trebuie să dateze de fapt cu mai mult de 50.000 de ani în urmă și ar fi fost răspândită de-a lungul coastei de sud a Eurasiei, în mișcarea inițială de migrație de-a lungul coastei. Este important de menționat că cea mai mare parte a artei acestei perioade s-ar fi pierdut, deoarece a fost scufundată de creșterea nivelului mării în timpul Holocenului timpuriu.
Arta rupestră din Europa a continuat până la începutul Holocenului, acum aproximativ 12.000 de ani. Arta paleolitică superioară europeană este cunoscută și sub denumirea de „arta epocii de gheață”, cu referire la ultima perioadă glaciară.
În noiembrie 2018, oamenii de știință au raportat descoperirea celei mai vechi picturi de artă figurativă cunoscută, cu o vechime de peste 40.000 de ani (poate 52.000 de ani), a unui animal necunoscut, într-o peșteră de pe insula indoneziană Borneo.

## Europa

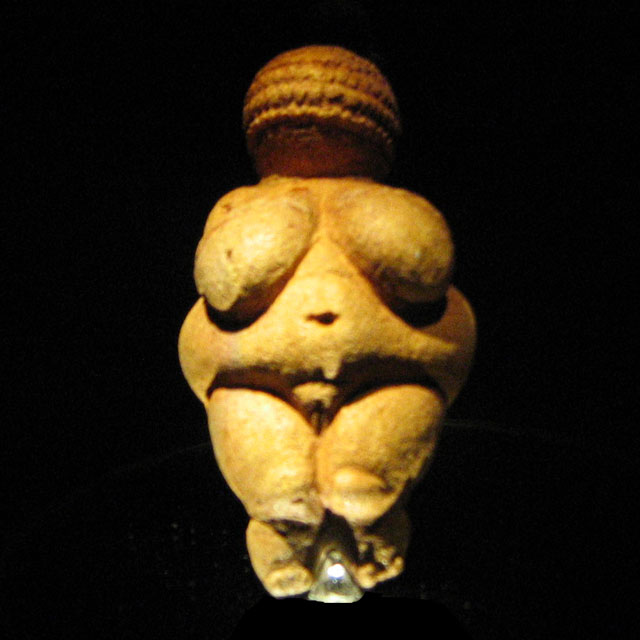
Venus din Willendorf, Aurignacian (c. 30.000 ani vechime)

Arta paleoliticului superior european include pictura rupestră, bijuterii, desene, gravuri și sculpturi în lut, os, coarne de cerb, piatră și fildeș, cum ar fi figurinele Venus și instrumente muzicale precum flautul.
Semne și simboluri gravate pot fi găsite și pe unelte și arme, cum ar fi harpoane, sulițe și bastoane perforate. Gravuri pe bucăți plate de pietre se găsesc în număr considerabil (până la 5.000 la un sit spaniol); marcajele sunt uneori atât de superficiale și slabe încât tehnica implicată este mai aproape de desenat - multe dintre acestea nu au fost observate de cele mai timpurii excavații și găsite mai târziu.
Unele dintre cele mai vechi opere de artă au fost găsite la Schwäbische Alb, Baden-Württemberg, Germania. Figurina Venus cunoscută sub numele de Venus din Hohle Fels datează de acum aproximativ 40.000 de ani. Așa-numitul Adorant din peștera Geißenklösterle datează cam în aceeași perioadă.
Alte exemple frumoase de artă din Paleoliticul superior (în urmă cu 40.000 până la 10.000 de ani) includ pictura rupestră (cum ar fi la Chauvet, Lascaux, Altamira, Cosquer și Pech Merle), artă rupestră incizată/gravată, cum ar fi la Creswell Crags, artă mobilieră (cum ar fi sculpturi de animale și sculpturi precum Venus din Willendorf) și artă în aer liber (cum ar fi arta pe pietre de la Côa Valley, Mazouco, Domingo García). Există numeroase piese de os și fildeș sculptate sau gravate, cum ar fi Renii înotători găsit în Franța din perioada Magdalenian. 

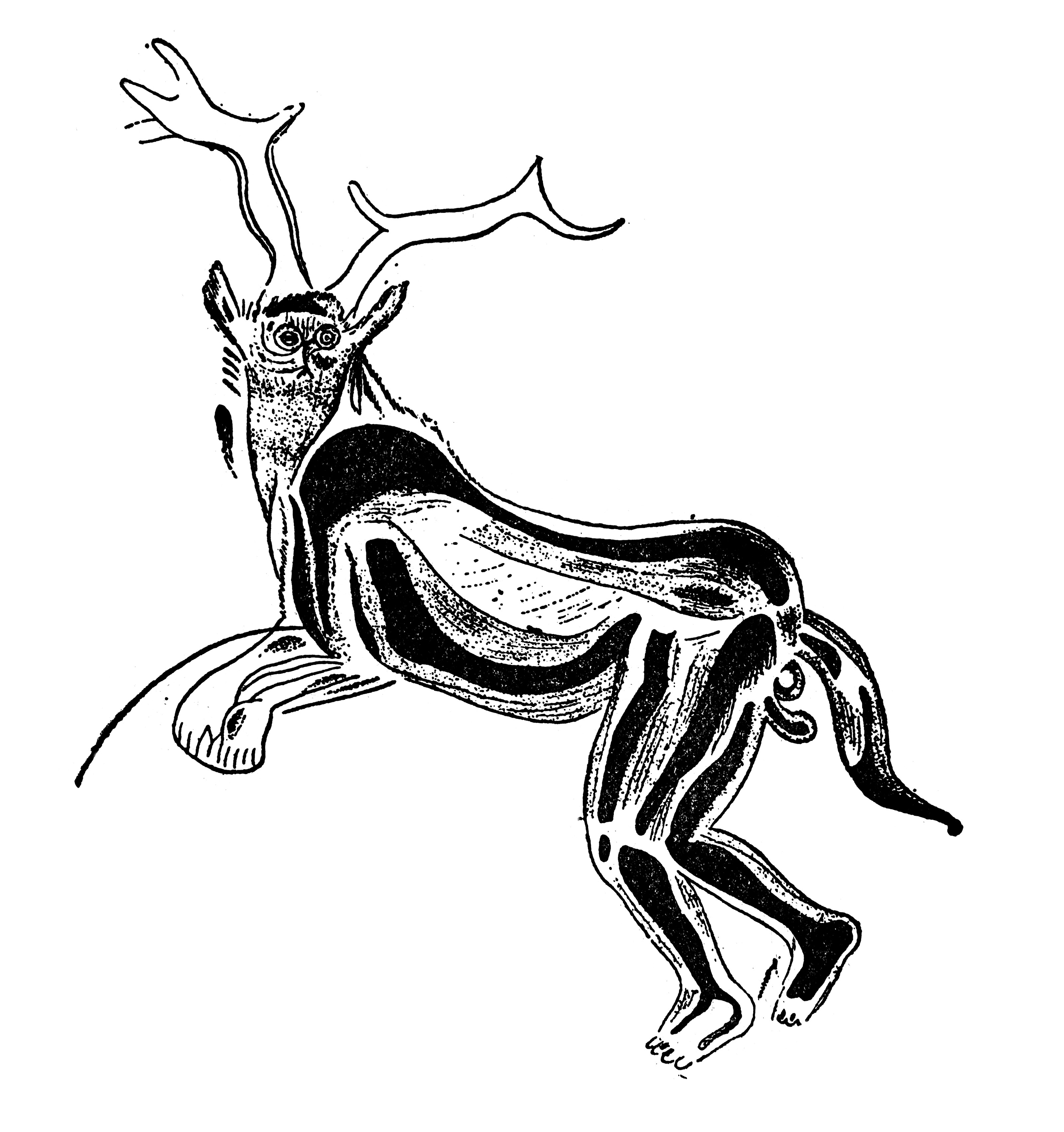
„Vrǎjitorul” din peștera Trois Frères, Franța. O gravură care este și pictată, înaltă de 4 m, poartă coarne și urechi de cerb, o barbă lungă, coada pare de lup sau de cal, mâinile și picioarele sunt umane, are doi ochi rotunzi, ca de bufniță.

Forma umană a fost reprezentată relativ rar (în raport cu reprezentarea animalelor); cele mai notabile sunt figurinele Venus (reprezentarea formei feminine, subliniind sânii și/sau fesele). Omul-leu din Hohlenstein-Stadel (Aurignacian) este o creatură hibridă cu cap de leu pe un corp uman. Alte figuri hibride posibile sunt Șamanul de la Trois-Frères și „Omul-bizon”. Reprezentarea bărbaților este rară înainte de începutul Mezoliticului. 
Există dovezi pentru unele specializări ale meșteșugurilor și transportul pe distanțe considerabile de materiale, cum ar fi piatra și, mai presus de toate scoicile marine, foarte folosite pentru bijuterii și pentru decorarea hainelor. Scoici din specii mediteraneene au fost găsite la Gönnersdorf, la peste 1.000 de kilometri de coasta Mediteranei. Nivelurile mai ridicate ale mării de astăzi înseamnă că nivelul și natura așezărilor de coastă din Paleoliticul superior sunt acum scufundate și rămân necunoscute.
Pentru pictarea pereților din peșteri s-au utilizat materiale diverse, precum cărbunele de lemn, argila, oxizii de fier. Culoarea neagră se obține din cărbunii de lemn și oxidul de mangan; culorile cu nuanțe de la galben la violet, din oxizi de fier. Culorile se aplicau în diferite moduri: cu ajutorul degetelor, periilor, smocuri din mușchi vegetali, pensule din fibre vegetale, sau suflată direct din gură. În Aurignacian, gravura era profundă și neregulată, obținută prin ciocănire și obținerea unor punctuații. Mai târziu, gravura devine mai subțire, conturul mai precis, iar linia este gravată continuu. 
Realismul artei paleolitice constă în figurarea animalului în cele mai reprezentative și familiare atitudini însă proporțiile animalelor în pictura parietală paleolitică nu sunt păstrate. Există și un număr restrâns de desene ale unor animale care par mai degrabă fantastice, cum ar fi desenele din peșterile: Tuc d’Audoubert, Les Combarelles, Roufignac, Trois Frères, etc.

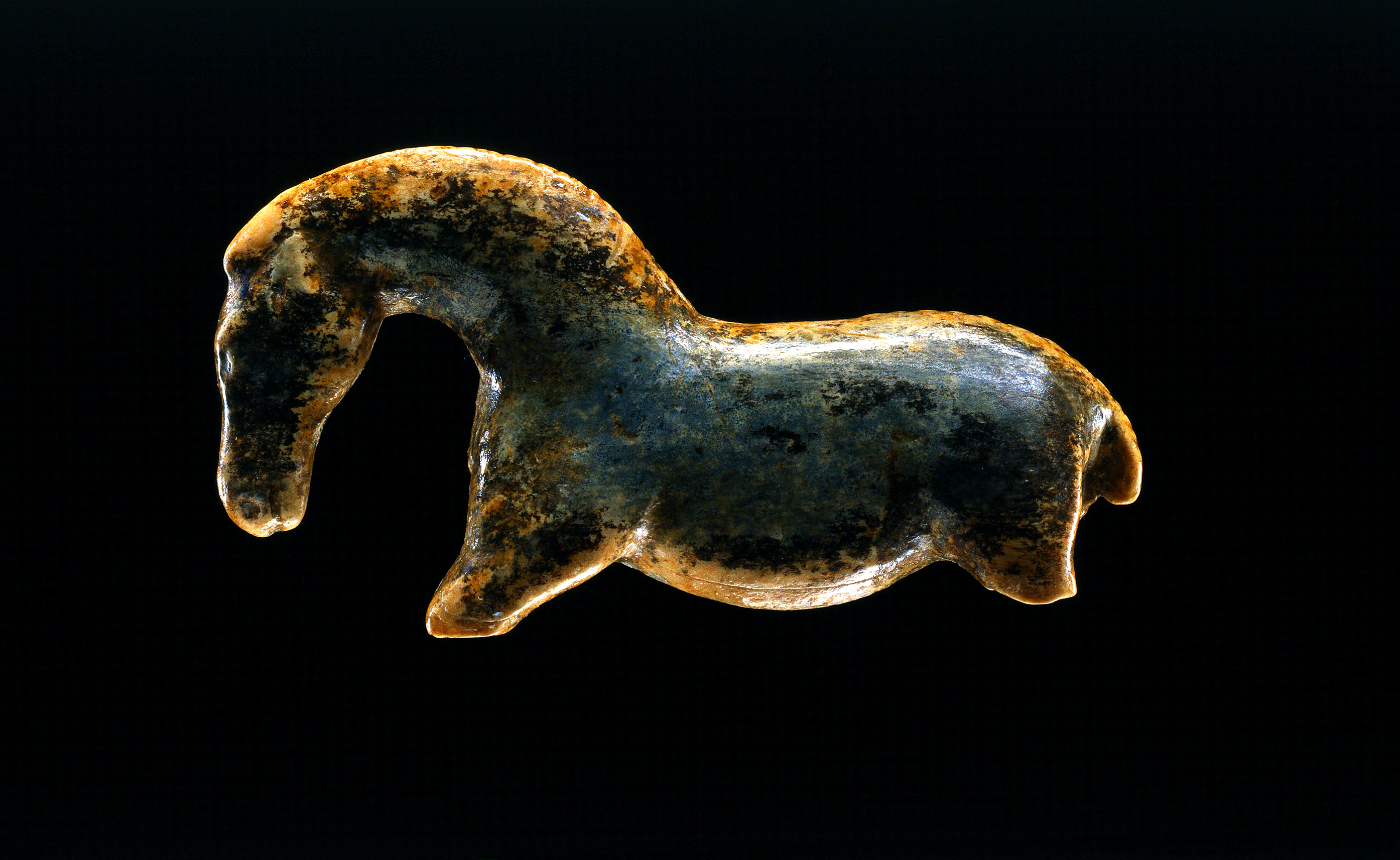
Cal sălbatic, peștera Vogelherd
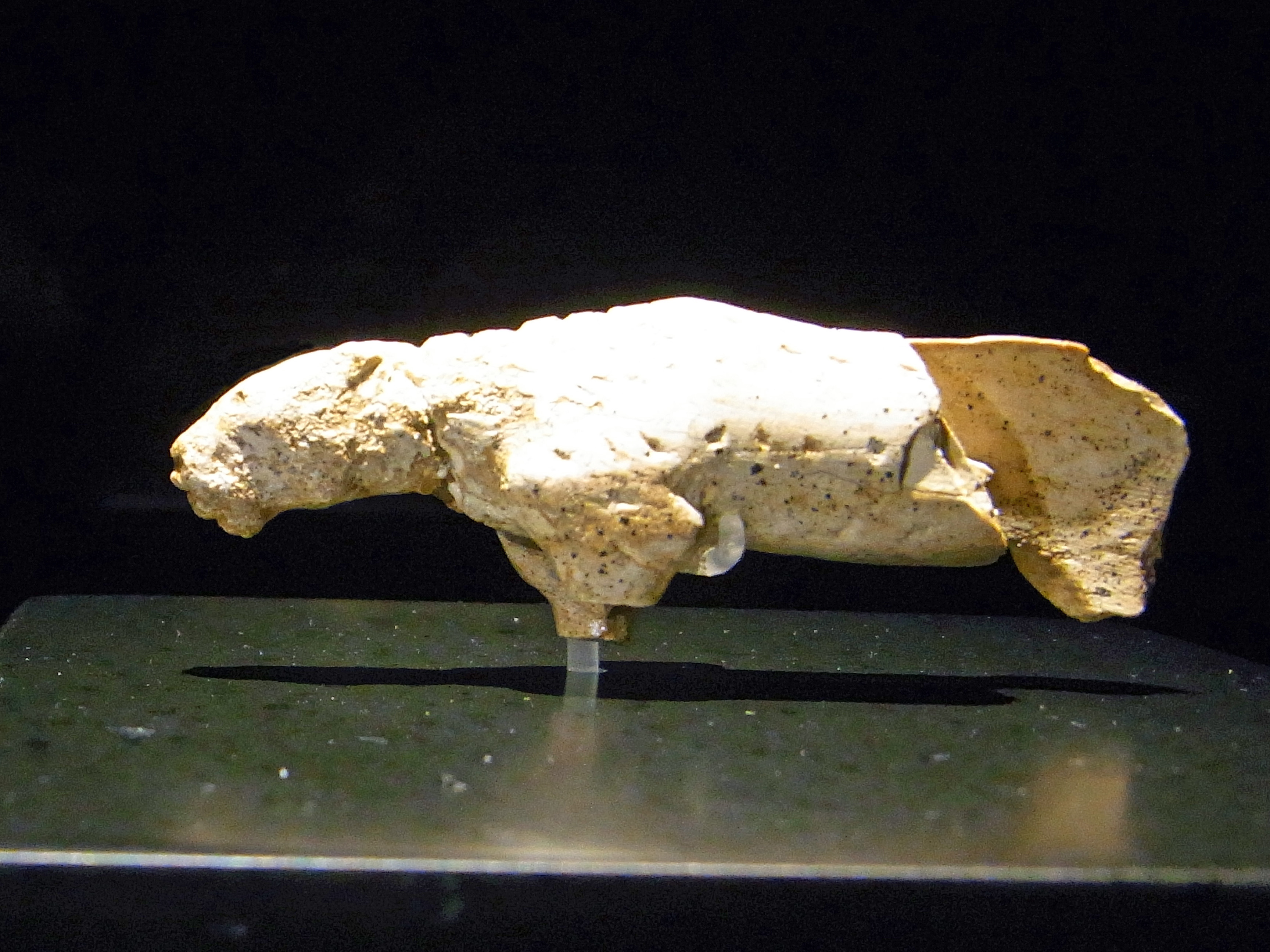
Panteră sau leu, peștera Vogelherd
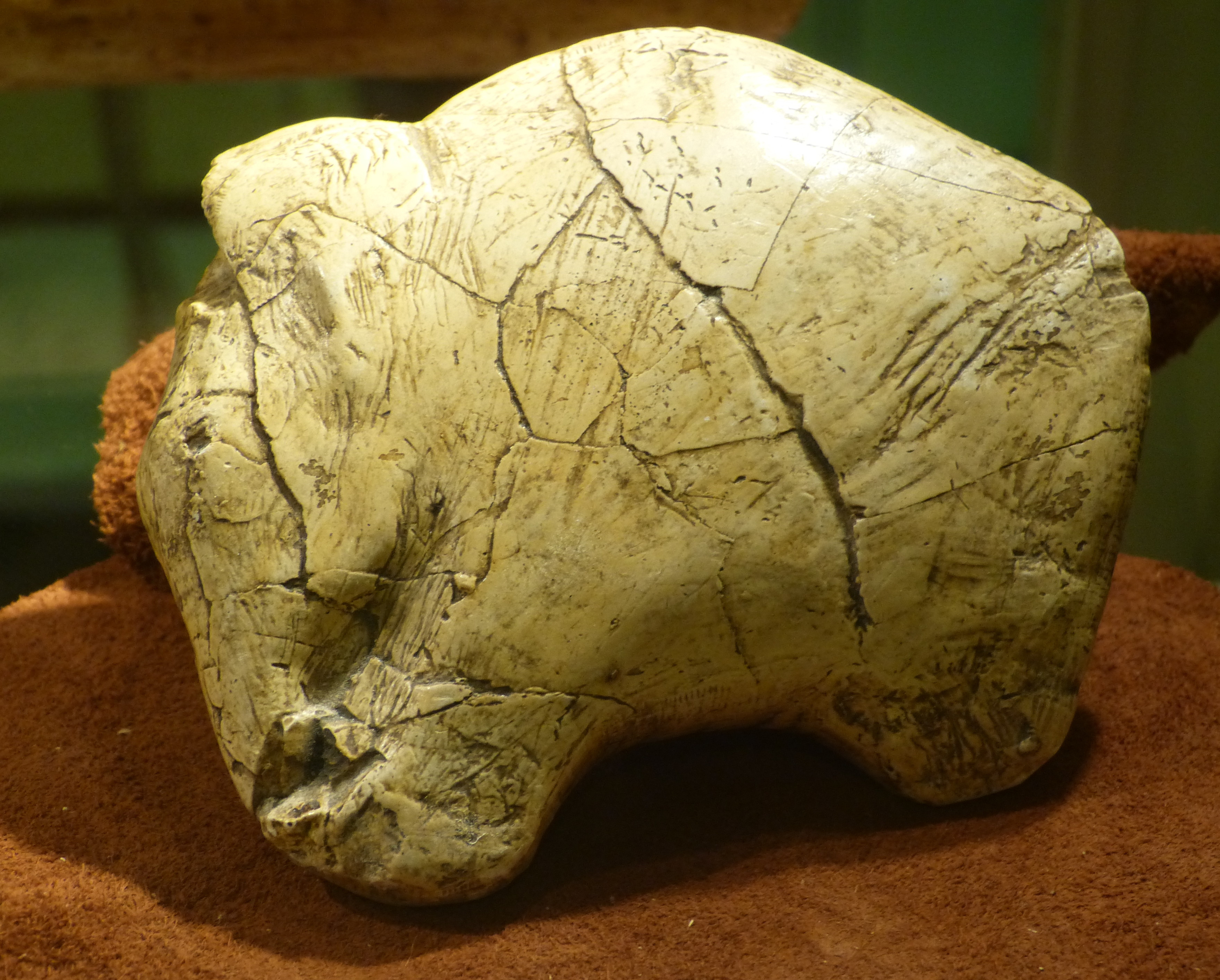
Mamut lânos
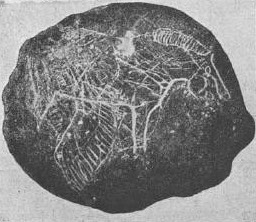
Desen pe piatră
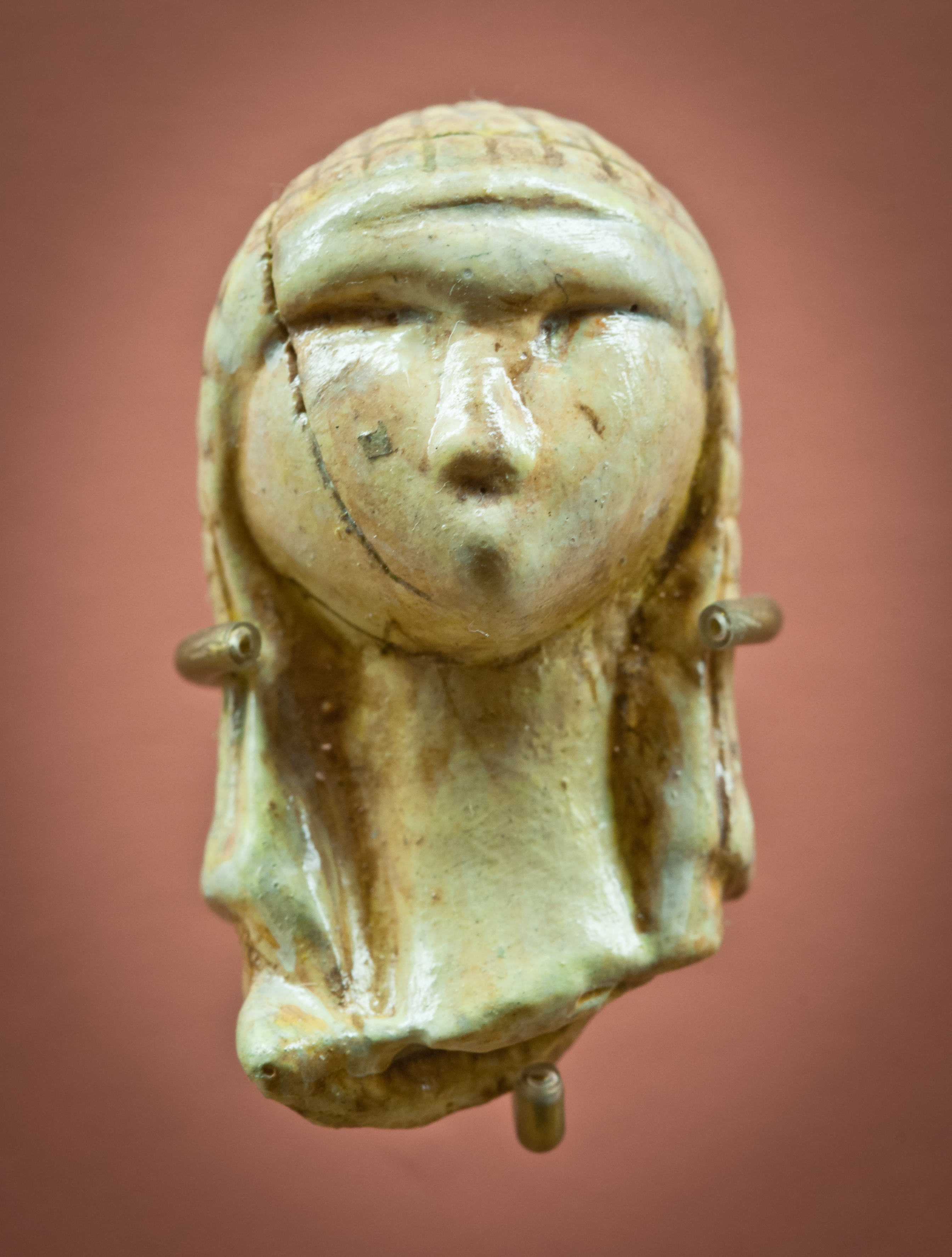
Cap de femeie
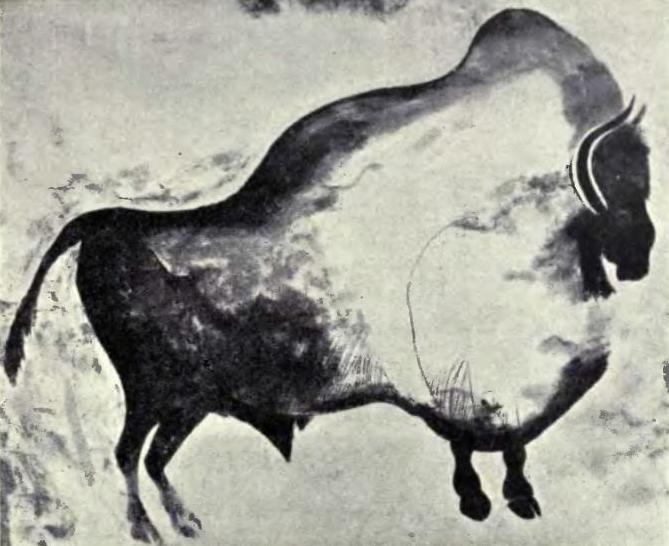
Bizon, peștera Font-de-Gaume
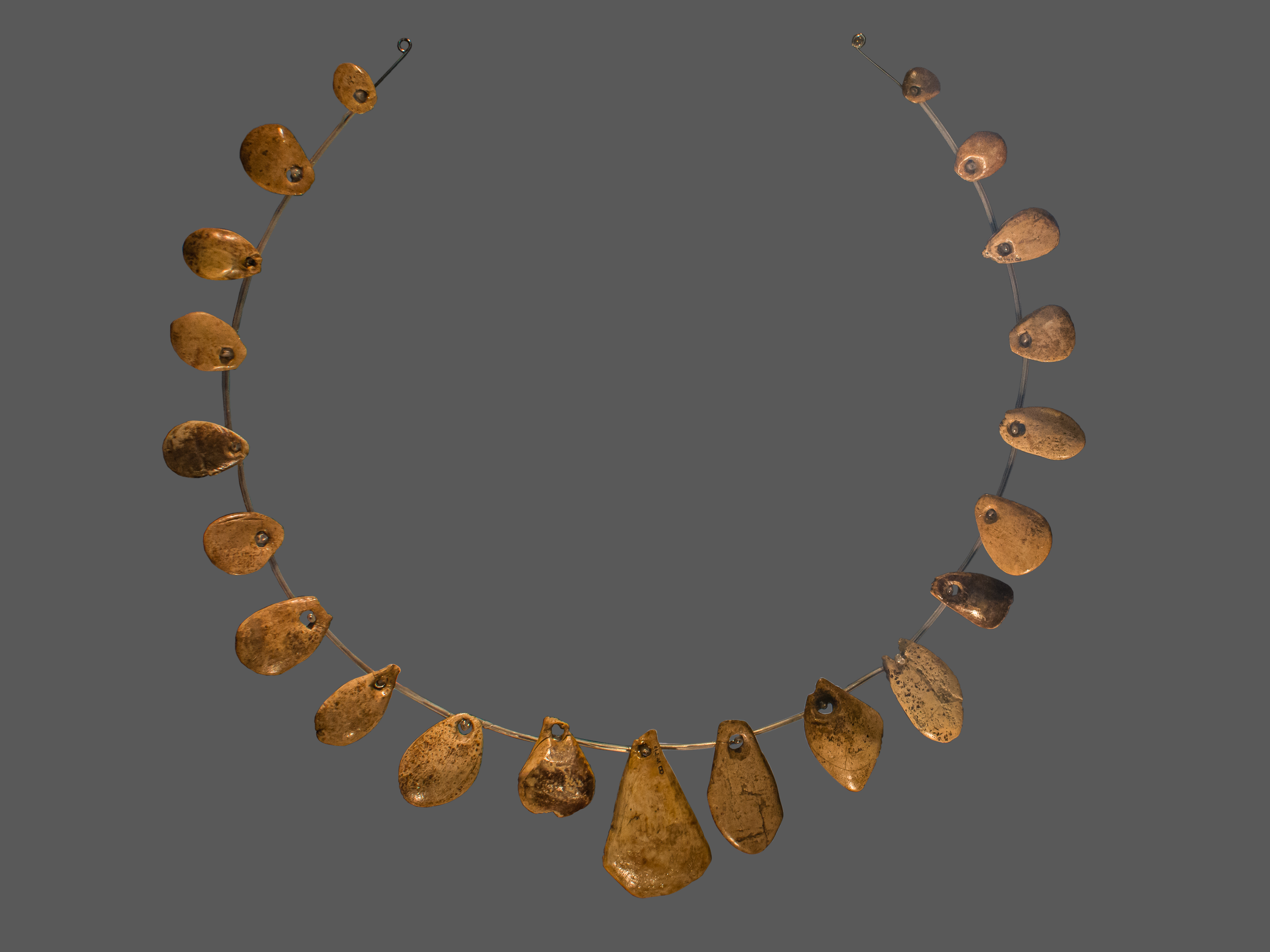
Pandantiv din fildeș mamut
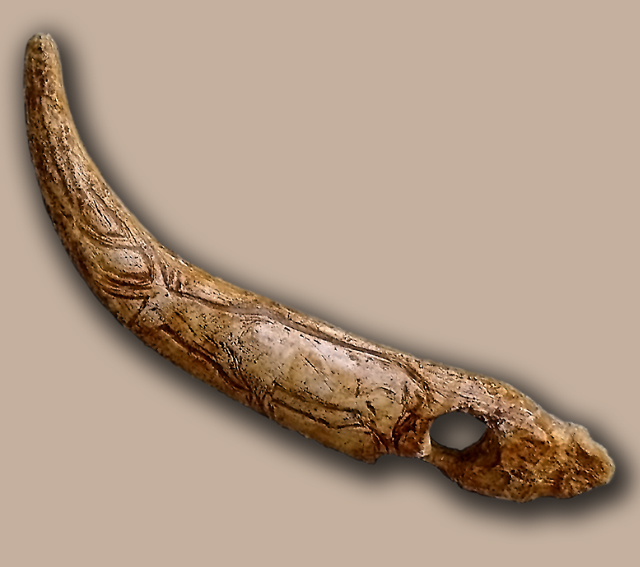
Corn de cerb gravat și perforat, Magdalenian superior
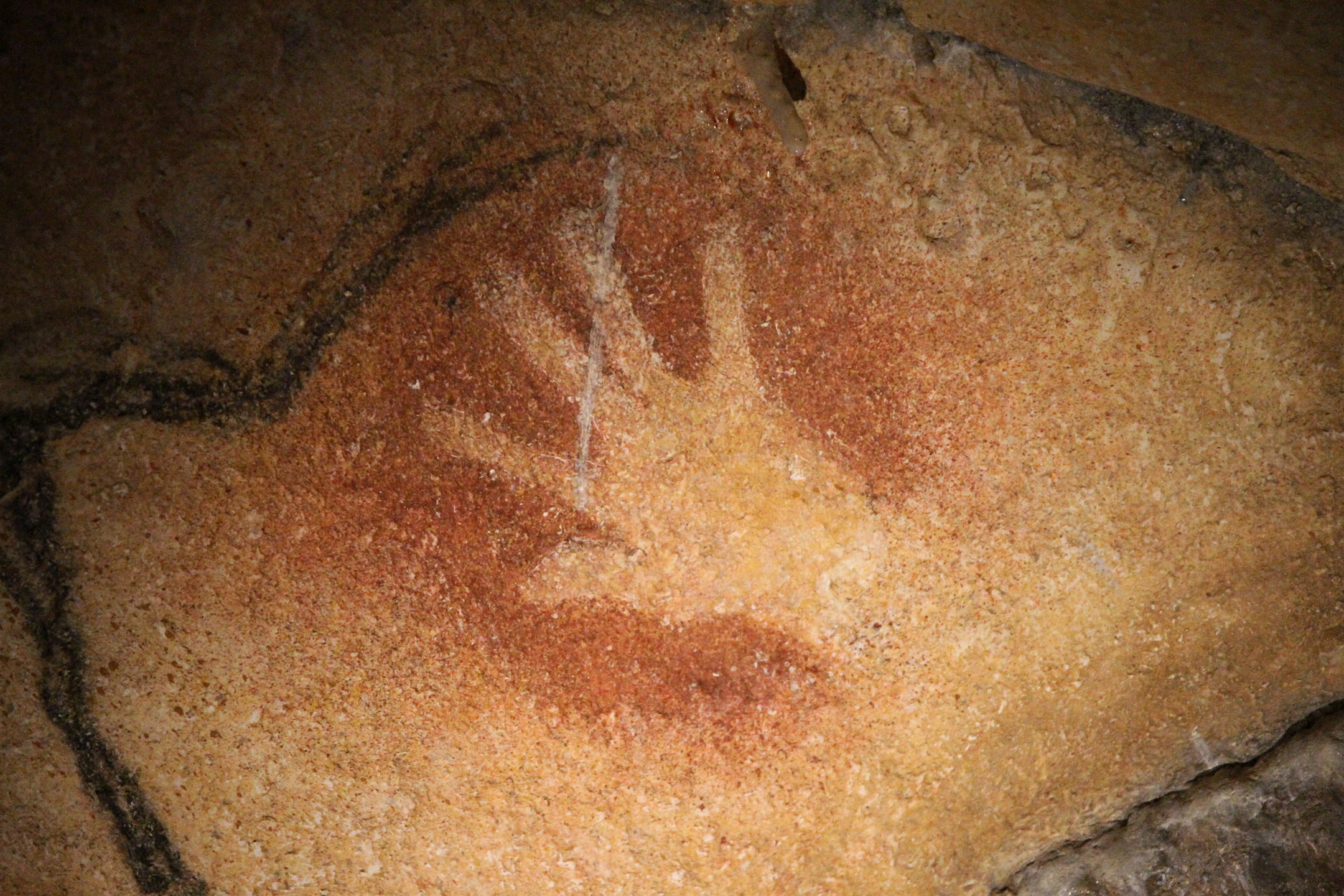
„Mâini negative” - imagine obținute prin așezarea mâinii pe peretele de calcar și pulverizarea peste aceasta a vopselei,  direct din gură sau printr-un os găurit
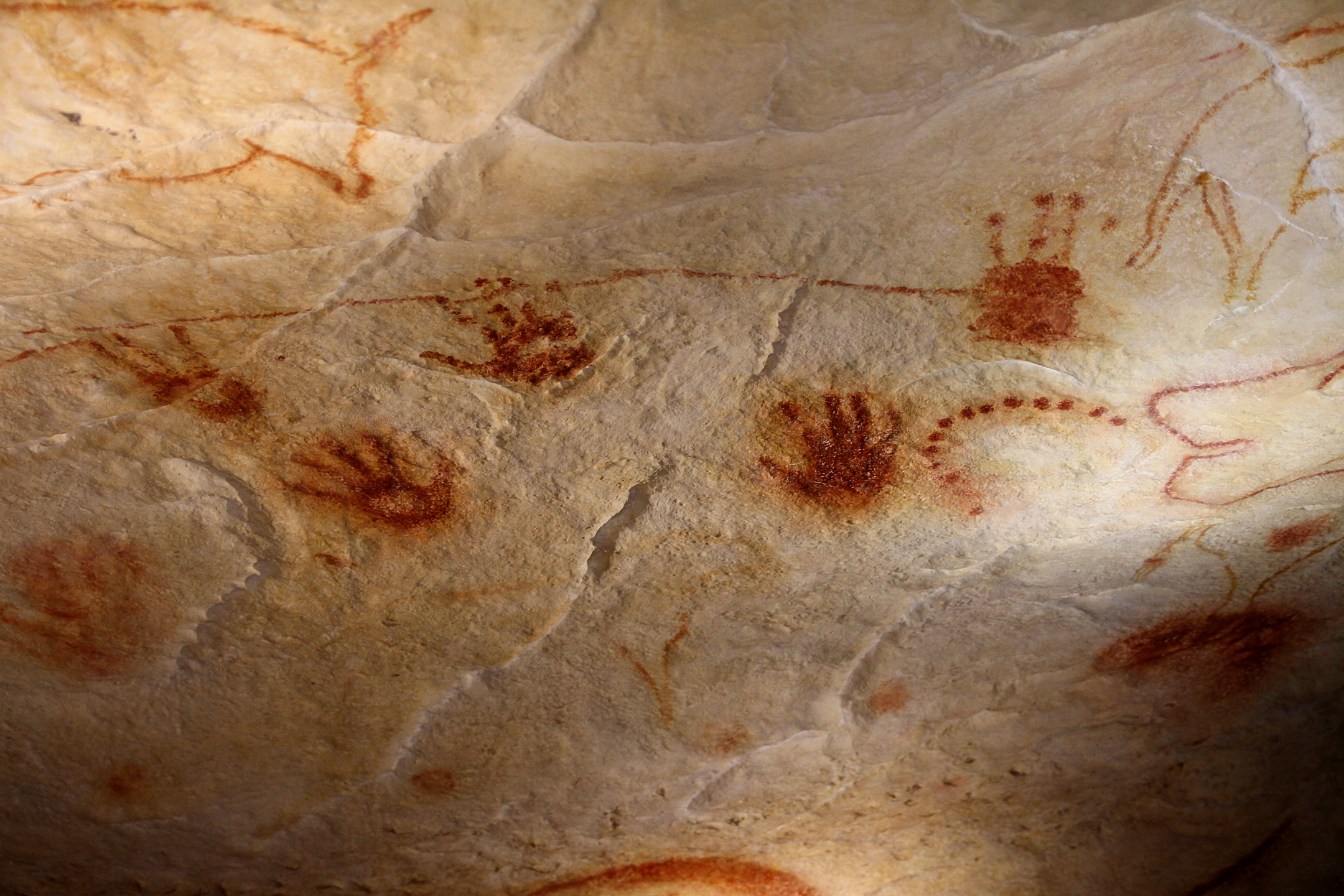
„Mâini pozitive” - imagini obținute prin mânjirea palmei cu vopsea roșie sau neagră  și aplicarea sa pe peretele calcaros

## Asia de Sud și de Est

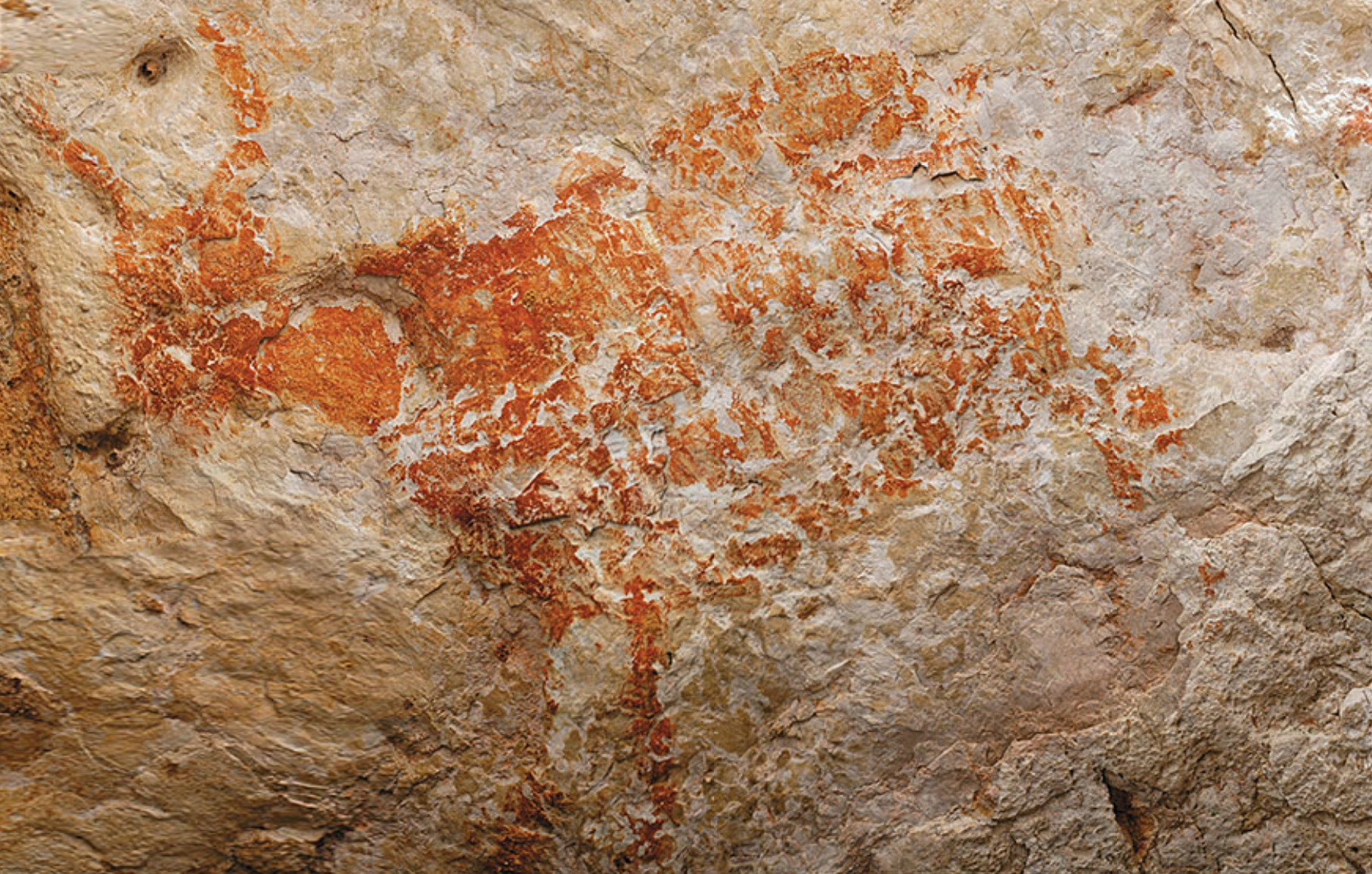
Cea mai veche pictură figurativă cunoscută, descoperită în peștera Lubang Jeriji Saléh, cu o vechime de peste 40.000 (poate 52.000 de ani).

Picturile rupestre din insula indoneziană Sulawesi sunt situate în peșterile din districtul Maros și au fost datate pe baza de uraniu-toriu într-un studiu din 2014. Cea mai veche imagine datată a fost o amprentă de mână, având o vârstă minimă de 39.900 de ani. O pictură a unui babirusa a fost datată la cel puțin 35.400 de ani, situându-l printre cele mai vechi reprezentări figurative cunoscute la nivel mondial.
S-a descoperit că o peșteră din Turobong, Coreea de Sud care conține resturi umane conține oase de cerb sculptate și înfățișări de cerbi care pot avea până la 40.000 de ani. Petroglifele căprioarelor sau renilor găsite la Sokchang-ri pot data și ele din Paleoliticul superior. În noiembrie 2018, oamenii de știință au raportat descoperirea celei mai vechi picturi de artă figurativă cunoscută, datată la peste 40.000 de ani (poate 52.000 de ani), a unui animal necunoscut, în peștera Lubang Jeriji Saléh de pe insula indoneziană Borneo.

## Australia

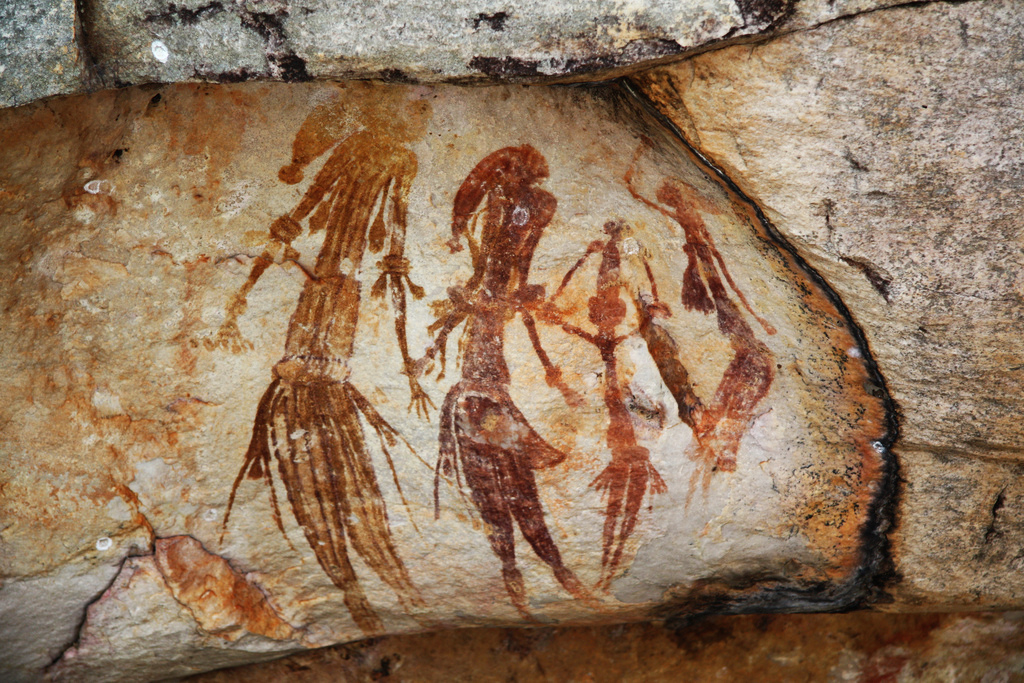
Picturi rupestre din Bradshaw găsite în regiunea Kimberley din nord-vestul Australiei

Gabarnmung (sau Nawarla Gabarnmung) este un sit aborigen arheologic în sud-vestul Peninsulei Arnhem,  în partea de sus a teritoriului de nord al Australiei. Aici se găsește un adăpost de piatră construit în vremuri preistorice. Adăpostul  a fost construit prin tunelare într-o față de stâncă erodată natural, care a creat un plafon sub-orizontal de 19 m × 19 m și înalt de 1,75 pînă la 2,45 m și susținut de 36 de stâlpi creați prin eroziune naturală.
Adăpostul de stâncă prezintă picturi preistorice cu pești, inclusiv barramundi, wallaby, crocodili, oameni și figuri spirituale. Majoritatea picturilor sunt amplasate pe tavanul adăpostului, dar multe se găsesc pe pereții și stâlpii sitului. O placă de stâncă pictată căzută pe podea avea aderentă de cenușă, care a fost datată cu radiocarbon la o vechime de 27.631 ± 717 ani, ceea ce indică faptul că plafonul trebuie să fi fost vopsit acum peste 28.000 de ani în urmă. Datarea cu radiocarbon a cărbunelui săpat de la baza celui mai jos strat stratigrafic al podelei arată o vechime de 45.189±1089 de ani.

## Africa

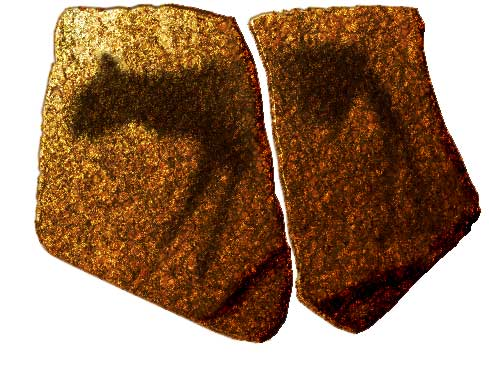
Pictogramă zoomorfică pe o placa de piatră din Peștera Apollo 11

Cea mai veche artă figurativă cunoscută din Africa sub-sahariană constă în șapte plăcuțe de piatră pictate cu figuri de animale găsite la peștera Apollo 11 din Namibia și datate la o vechime de 27.500-22.500 de ani. Există o cantitate substanțială de artă rupestră atribuită boșimanilor găsită în toată Africa de Sud. O mare parte din această artă este recentă, dar cele mai vechi mostre au fost datate la o vechime de 26.000 de ani.
Parcul Național Matobo, Zimbabwe, are multe picturi rupestre. Cele mai vechi exemple au o vechime de 7.000 de ani, posibil 13.000 de ani, în timp ce cea mai mare parte a fost probabil produsă între acum 1.700 și 1.500 de ani. Petroglifele din Africa de Nord, cum ar fi cele de la Tassili n'Ajjer, Algeria  au o vechime cuprinsă între 12.000 și 10.000 de ani. Petroglifele din Africa de Vest, cum ar fi cele din Bidzar, Camerun, au o vechime de 3000 de ani.

## Americi

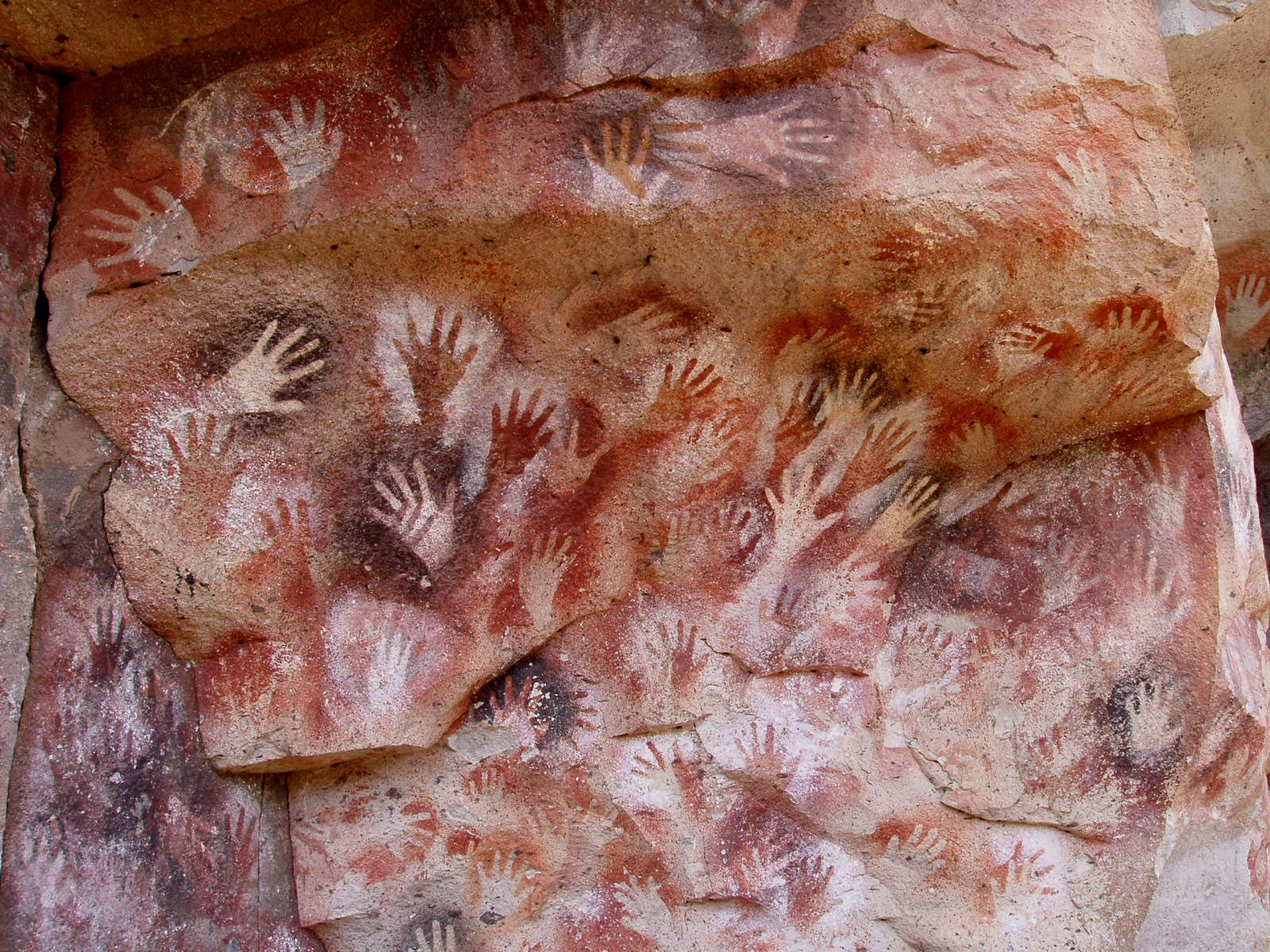
„Mâini pozitive și negative”, Argentina

Americile au fost pentru prima dată populate la sfârșitul ultimului maxim glaciar. Cea mai veche artă cunoscută din Americi datează de la începutul Holocenului. Astfel, picturile rupestre din peșterile Toquepala din sudul Peru sunt datate la o vechime de 11.500 de ani.
Unele dintre picturile sunt figurative, dintre care cea mai notabilă reprezintă o scenă de oameni înarmați care vânează guanaco. Bărbații sunt în postura de a ataca animalele cu topoare, lănci și sulițe (dar fără a include arcul și săgeata). Picturile sunt policromate, cu roșu realizat din hematit, aceasta fiind culoarea dominantă. Locurile de înmormântare timpurie din Peru, cum ar fi cea de la Telarmachay, care datează de aproximativ 10.000 de ani, conțin dovezi ale înmormântării rituale, cu depozite de ocru roșu și coliere de mărgele.